# Alexandre Rockwell

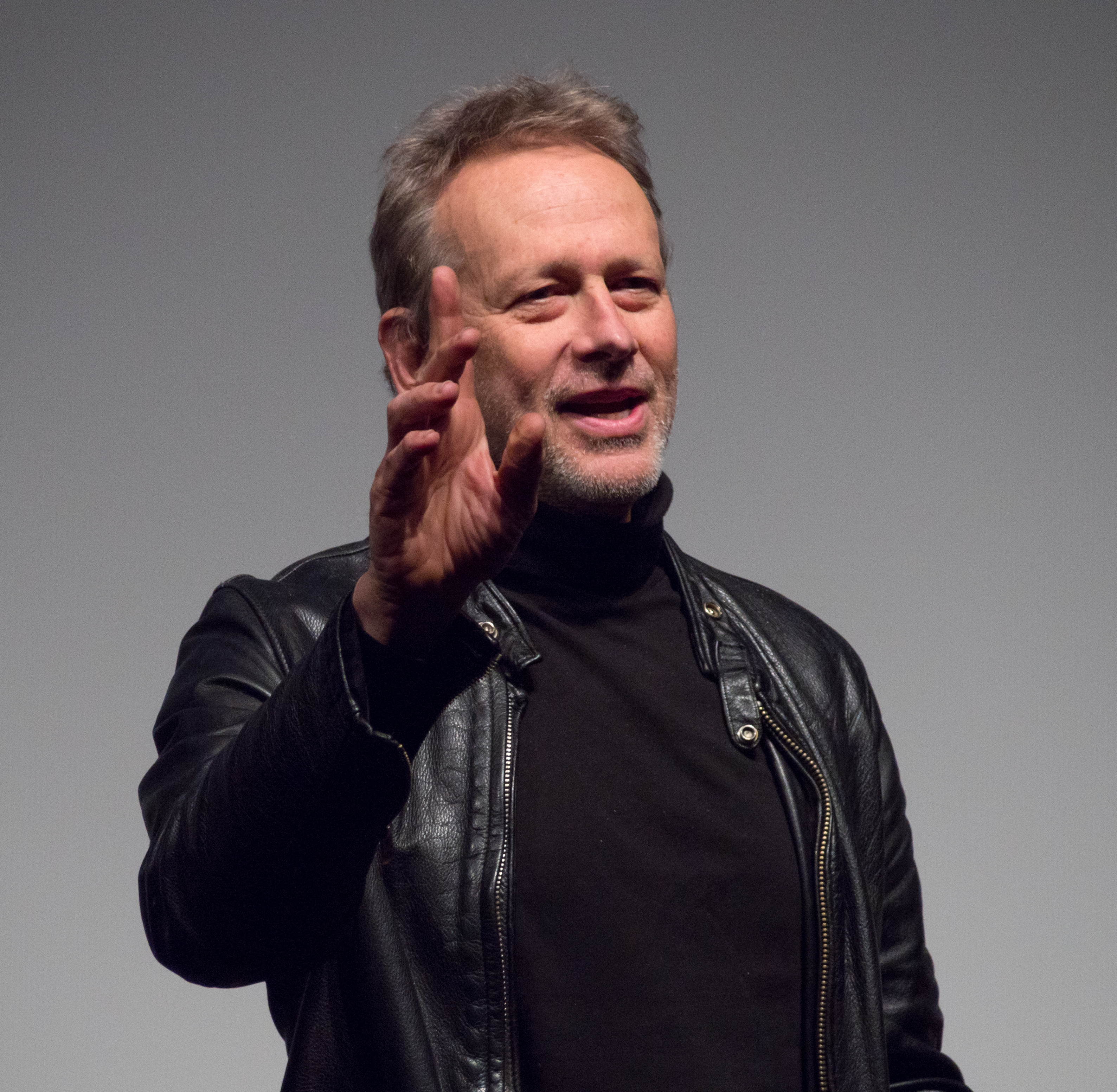
Alexandre Rockwell

Alexandre Rockwell (* 1956 in Boston, Massachusetts; eigentlich Sam Rockwell) ist ein US-amerikanischer Filmregisseur.

## Leben
Bereits im Teenageralter drehte Rockwell 1974 seine ersten Kurzfilme in einem Vorort von Boston. Später ging er nach Paris, um dort zu arbeiten und studierte neben Grafik und Literatur sein Filmhandwerk an der Cinématique Française. Bereits 1979 liefen seine Kurzfilme am Institute for Contemporary Art in Boston. 1981 drehte er mit Lenz seinen ersten Spielfilm.
Dieser Film entstand nach der gleichnamigen Novelle (Lenz) von Georg Büchner. Rockwell übertrug die im 18. Jahrhundert spielende Handlung ins zeitgenössische New York. Der Filmheld – gespielt von Rockwell selbst – verliert den Bezug zur New Yorker Wirklichkeit und endet im Wahnsinn. Seine Darsteller fand Rockwell auf den Straßen New Yorks, wobei er New York selbst als prähistorischen Hintergrund für seinen Film betrachtet. Prähistorisch versteht er dabei im Sinne von Zeit- und Bewusstlosigkeit. Der Film lief auf dem 12. Internationalen Forum des jungen Films in Berlin während der Berlinale.
Außerdem gewann Rockwell für seinen Film In the Soup 1992 den Großen Preis der Jury beim Sundance Film Festival. Bereits bei der ersten Austragung des Filmfestivals 1984 hatte er für Hero (1983) einen Spezialpreis erhalten. Dieser Film etablierte seinen Ruf als Schauspielregisseur, auch wenn die Filmhandlung von der Kritik sehr unterschiedlich aufgenommen wurde. Hero handelt von drei Halbbrüdern und ihrem kränkelnden Vater, während In the Soup eher autobiografische Züge trägt und in Schwarz-Weiß gedreht wurde.
In seinen Filmen spielten unter anderem Tony Curtis, Jim Jarmusch, Samuel Fuller, Antonio Banderas, Anthony Quinn und Madonna mit. Alexandre Rockwell war von 1986 bis 1996 mit der Schauspielerin Jennifer Beals verheiratet. Im Jahr 2002 lernte er bei den Dreharbeiten zu 13 Moons die Schauspielerin Karyn Parsons kennen, die vor allem wegen ihrer Rolle in Der Prinz von Bel Air bekannt ist. Das Paar heiratete 2003 und hat zwei gemeinsame Kinder. Seit 2017 ist Rockwell Leiter der Regieabteilung der New York University Tisch School of the Arts Grad Film.

## Filmografie (Auswahl)
- 1981: Lenz
- 1983: Hero – Spezialpreis auf dem Sundance Film Festival
- 1989: Söhne (Sons)
- 1992: Alles Kino (In the Soup) – Großer Preis der Jury  auf dem Sundance Film Festival
- 1994: Liebe bis zum Tod (Somebody to Love)
- 1995: Four Rooms (Silvester in fremden Betten) (Episode Zimmer 404 – Der falsche Mann)
- 1998: Louis & Frank
- 2002: 13 Moons
- 2010: Pete Smalls Is Dead
- 2013: Little Feet
- 2016: In the Same Garden (Episodenfilm)
- 2020: Sweet Thing – Gläserner Bär, Internationale Filmfestspiele Berlin[3]